# Сузге Ханым
Сузге Ханым — дочь казахского хана Шигая и жена сибирского хана Кучума.

## Биография

### Жизнь
Согласно преданию, самой любимой женой хана Кучума была черноглазая Сузге — юная красавица из казахских степей, дочь одного из султанов. Говорили, что её красота могла соперничать разве что с утренней звездой Шолпан. Но, как это нередко бывает в жизни и сказаниях, сердце Сузге принадлежало не хану, а другому — молодому царевичу Мухаммед-Кулу, племяннику самого Кучума. Он был отважным всадником и славным богатырём, и питал к ней ту же страстную любовь. Однако, боясь гнева могущественного дяди, Мухаммед-Кул скрывал свои чувства и избегал встреч с возлюбленной.
Хан Кучум заботился о своих женах — по его приказу для каждой из них были построены отдельные укреплённые поселения неподалёку от столицы. В этих городках женщины жили круглый год в окружении детей, слуг, охраны и приближённых. Один из таких городков находился примерно в 5–10 километрах от нынешнего Тобольска, на вершине холма. Там, на берегу Иртыша, стоял деревянный острог Сузге-Тура — место, где жила молодая супруга хана. С трёх сторон городок был защищён, с двух — крутые берега реки, с третьей — глубокий овраг с перекинутым через него мостом. Высокий частокол с бойницами окружал поселение, а стража несла постоянную службу.
Внутри укрепления возвышался деревянный терем, в котором находились покои Сузге. Хан навещал её каждую пятницу после молитвы, привозил дорогие подарки — наряды, украшения, сладости из далёкой Бухары.
Что случилось с Сузге после падения Сибирского ханства, точно неизвестно. Сохранились лишь смутные легенды о её судьбе — печальные и загадочные.